# Revolució no-violenta
Una revolució no-violenta és una revolució utilitzant, en la seva majoria, la protesta no-violenta contra governs autoritaris per promoure la democràcia o la independència nacional al seu país. Una revolució no-violenta és possible encara que el control del govern adopti mesures brutals contra la protesta, la creença comuna que la majoria de les revolucions que han tingut lloc en els règims dictatorials van ser aixecaments sagnants o violents no neix d'una anàlisi històrica. Les revolucions no-violentes en el segle XX es van convertir cada cop més en exitoses i comunes, especialment en les aliances polítiques de la Guerra Freda que van donar suport a l'statu quo del govern minvant.
En els anys 1970 i 1980, intel·lectuals en la Unió Soviètica i en altres dictadures socialistes van enfortir la resistència civil i l'extensió de la samizdat. Les dos grans revolucions que van tindre lloc durant la dècada de 1980 van influenciar fortament els moviments polítics que van seguir. La primera va ser la Revolució del Poder Popular de 1986, a les Filipines des del qual el concepte del poder del poble fou àmpliament utilitzat, especialment per les nacions llatinoamericanes i d'Àsia. Tres anys més tard, les Revolucions de 1989 que va enderrocar a les dictadures socialistes de Bloc de l'Est reforça el concepte (amb la notable excepció de la notòriament sagnant Revolució romanesa), començant amb la victòria de Solidarność en l'any de les eleccions legislatives de Polònia. Les revolucions de 1989 varen promoure el model de les anomenades revolucions de colors, principalment en els estats post-comunistes, que usen un color o una flor com un símbol i l'anomenada després Revolució de Vellut a Txecoslovàquia.
El desembre de 1989, inspirada en les revolucions del bloc de l'Est, la Unió Democràtica de Mongòlia (MDU), va organitzar protestes populars als carrers i vagues de fam contra la dictadura socialista. El 1990, intel·lectuals de la República Socialista Soviètica de l'Azerbaidjan van començar la resistència civil contra la dictadura, però inicialment va ser aixafada per l'Exèrcit Roig en la massacre del Gener Negre.
Recents revolucions no-violentes inclouen la Revolució Taronja, que es va destacar per una sèrie d'actes de desobediència civil, segudes i la vaga general organitzada pel moviment d'oposició.
Segons un estudi que tingué en compte 323 campanyes revolucionàries amb almenys 1.000 participants fetes des del 1900 fins al 2010 trobà que les revolucions no-violentes tenen més èxit que les violentes i els governs instaurats solen ser democràtics.